# Matthiola revoluta
Matthiola revoluta là một loài thực vật có hoa trong họ Cải. Loài này được Bge. ex Boiss. mô tả khoa học đầu tiên.